# Små och medelstora företag
Små och medelstora företag (SMF, på engelska small and medium-sized businesses, SMB, eller small and medium-sized enterprises, SME) är ett begrepp som ofta förekommer i Europeiska unionens näringslivspolitik. Trots trenden mot globalisering och allt större multinationella koncerner, framhålls betydelsen av de mindre företagen. Ett problem har varit att definiera riktigt hur stort ett medelstort företag är. Det tyska begreppet "Mittelstand" har traditionellt definierats som alla företag med färre än 500 anställda, men i de flesta europeiska länder anses detta vara ett för stort mått. Europeiska kommissionen rekommenderar att tillämpa följande definition:
- Medelstora företag är de som har mellan 50 och 249 anställda och har en årsomsättning om högst 50 miljoner euro eller en årlig balansomslutning om högst 43 miljoner euro.
- Små företag är de som har mellan 10 och 49 anställda och vars omsättning eller balansomslutning inte överstiger 10 miljoner euro per år.
- Mikroföretag är de som har färre än 10 anställda och högst 2 miljoner euro i årsomsättning eller balansomslutning.

Dessutom finns det:
- Soloföretag är de som bara har 1 anställd, ägaren [2].
- Egenanställda är de som arbetar som egenföretagare men genom någon annans företag, sk. Egenanställningsföretag [3][4].